# دورة الألعاب العربية 1997
دورة الألعاب العربية الثامنة حدثت وقائعها في العاصمة اللبنانية بيروت سنة 1997 وذلك للفترة من 12 يوليو ولغاية 27 يوليو. شهدت الدورة مشاركة (3253) رياضيا ورياضية من (1 بلدا عربيا. غاب منها العراق بسبب استمرار إبعاده. والصومال بسبب الحرب الأهلية وجزر القمر العضو الجديد في الجامعة العربية. تنافس الرياضيون العرب في منافسات 20 لعبة رياضية للرجال و 10 ألعاب للسيدات. تصدرت مصر ترتيب الأوسمة بانتهاء الدورة تلتها الجزائر في المركز الثاني لأول مرة ثم المغرب ثالثة. تعتبر المرة الثانية في استضافة بيروت للألعاب بعد دورة الألعاب العربية الثانية 1957.

## الدول المشاركة
| - لبنان - مصر - المغرب - سوريا - الأردن - تونس - الجزائر | - ليبيا - فلسطين - الكويت - السعودية - السودان - عمان - البحرين | - الإمارات - موريتانيا - قطر - جيبوتي - اليمن |

## ألعاب الدورة

### للرجال
| - ألعاب القوى - كرة السلة - كرة القدم - رفع الأثقال (النتائج الكاملة للدورة) - السباحة - الجمباز - المصارعة | - الملاكمة - الكرة الطائرة - سباق دراجات - الفروسية - الرماية - الكارتيه - الجودو | - المبارزة - التايكواندو - كرة المضرب - كرة الطاولة - القوارب الشراعية - الغولف |

### للنساء
| - ألعاب القوى - كرة السلة - السباحة - الكرة الطائرة | - كرة المضرب - كرة الطاولة - التايكواندو - الرماية | - الجودو - الكاراتيه |

## توزيع الأوسمة
| الترتيب | منتخب     | ذهبية | فضية | برونزية | المجموع |
| ------- | --------- | ----- | ---- | ------- | ------- |
| 1       | مصر       | 92    | 60   | 38      | 190     |
| 2       | الجزائر   | 43    | 43   | 43      | 129     |
| 3       | المغرب    | 19    | 15   | 17      | 51      |
| 4       | سوريا     | 18    | 29   | 35      | 82      |
| 5       | الأردن    | 10    | 8    | 22      | 40      |
| 6       | لبنان     | 9     | 15   | 52      | 76      |
| 7       | تونس      | 9     | 11   | 29      | 49      |
| 8       | قطر       | 9     | 6    | 2       | 17      |
| 9       | السعودية  | 6     | 10   | 22      | 38      |
| 10      | الكويت    | 1     | 13   | 22      | 36      |
| 11      | عمان      | 1     | 1    | 1       | 3       |
| 12      | السودان   | -     | 1    | 2       | 3       |
| 13      | ليبيا     | -     | 1    | 1       | 2       |
| 13      | الإمارات  | -     | 1    | 1       | 2       |
| 15      | اليمن     | -     | 1    | -       | 1       |
| 16      | فلسطين    | -     | -    | 5       | 5       |
| 17      | البحرين   | -     | -    | 1       | 1       |
| 18      | جيبوتي    | -     | -    | -       | -       |
| 18      | موريتانيا | -     | -    | -       | -       |